# 歌声は風にのって
歌声は風にのって（うたごえはかぜにのって）はラジオ関西で1960年7月1日から放送している生放送の音楽番組。愛称は「歌風」（うたかぜ）。2021年9月までは兵庫県の地方バス会社・神姫バスグループの単独提供番組。

## 概要
2015年4月7日に、放送開始20,000回を迎える。時報と共にテーマ曲、2020年現在は江黒真理衣のアルバムSketchに収録されている『Quincy Market』に載せて「歌声は風に乗って…」のコールと共に始まる。 
番組はパーソナリティが日替わりで担当し、懐メロから最新ヒット曲にいたるまで様々なジャンルの音楽をリスナーのリクエストをベースに展開していく（京阪神地区は勿論のこと、東海地方のリスナーからのリクエストも多い）。放送開始から長らく女性パーソナリティのみの起用だったが、2019年4月改編で番組が始まって以来約60年にして、初の男性パーソナリティが起用されている。
また神姫バスグループ単独提供時には、番組中に女性パーソナリティが生コマーシャルを行っていた。本編中は事前収録のCMが放送されないため生CMのみ。CMは曲と曲の間ごとに行っていたが、2021年7月時点では1回の放送で2本までに減らしていた。2021年10月に複数社提供となってからは全て事前録音のCMが流れている。

### 2024年3月まで
放送時間は平日 16:00 - 16:30。1996年3月までは毎日前述の時間に放送されていたが、土曜・日曜については競馬中継編成などの関係で1996年4月からは16:30 - 17:00に、2000年以降は17:00 - 17:30に放送された。
長らく全曜日に渡って放送していたが、2020年4月の改編により日曜の放送が終了。2021年4月改編で土曜の放送が終了した(金曜・土曜担当だった上原伊代は、終了に伴い担当が金曜のみとなる)。
なお、番組改編により、独立番組から他の生放送番組のコーナー（フロート番組）として内包される事がある。
- 2006年度より2007年度前半まで、月曜日から金曜日はワイド番組（月曜から木曜は「ラジ関アフタヌーン」、金曜日は「ばんばひろふみ・ラジオ・DE・SHOW!」の）枠内コーナーとして放送され、月曜から木曜はラジ関アフタヌーンのアシスタントがそのまま担当した。2007年度後半より、改編のため再度独立番組に戻ることとなった。
- 2015年4月以降、月 - 木曜のみ『時間です!林編集長』（15:00 - 17:43）の枠内コーナーとして放送。『時間です!林編集長』のアシスタントが当番組パーソナリティーを兼務した（2019年4月改編で金曜も『時間です!古田編集長』に内包化され同様に本編を兼務していたが、10月からの後継番組『春名優輝 PUSH!』では中断番組の形となり、当番組パーソナリティーは本編を兼務しない）。
- 2020年4月の改編では、平日の内包先が月曜から木曜までは『PUSH!』、金曜は『田辺眞人のまっこと!ラジオ』に変わり、内包先のパーソナリティが兼務する曜日と、別出演者が担当する曜日が混在する形となったが、同年10月改編で『PUSH!』が15時台のみに短縮されたため、金曜以外は独立番組に戻った。

2020年7月1日で番組開始から60周年を迎えた。これを記念して、6月29日 - 7月3日の1週間、特別番組『歌声は風にのって 60周年スペシャル』が、通常の放送時間を30分拡大して1時間で放送された。
2021年10月1日放送分から神姫バスグループ単独提供から同社を含む複数の提供になった。
2022年4月1日より、前日放送分の再放送を放送翌日（金曜日分は次週月曜日）の6:15-6:45に放送されることになった。

### 2024年4月以降
長らく30分番組として放送されてきたが、2024年4月の改編によりワイド番組としてリニューアルされることになり、『ニュースタイムライン』の放送枠ならびに『田辺眞人のまっこと!ラジオ』の後半放送枠を吸収したうえで、16:00 - 17:40の100分枠となる。加えて『こちら、海の見える放送局』第1部の後番組の一つとして、同一パーソナリティによる兄弟番組『歌声は風にのって～ブランチ～』を10:00 - 12:00に編成（正月3が日は放送休止）し、延べ220分の放送となる。
番組構成上は従前と同じく16:00 - 16:30のスポンサー枠で一旦区切り（のちに、30分を過ぎてから曲が終了することもあり）、残りの放送を行う方式をとる。基本的に当日の『～ブランチ～』終了までにリクエストを募集、放送開始時間までの4時間の間にパーソナリティが選曲する。
『ニュースタイムライン』『田辺眞人のまっこと!ラジオ』で放送されていた「ピックアップニュース」コーナーはスポンサーがついていた火曜日と金曜日がそのまま継続している。

## パーソナリティ

### 2024年8月1日からの担当者
各曜日ごとに本編と『ブランチ』の双方を担当。
| 曜日   | 担当者       | 異動の種類 | 備考                                                       |
| 月・火 | いがらしあみ | 新任       | 前担当の大西が出産準備のため番組を降板するため起用された。 |
| 水・木 | 小倉実華     | 留任       |                                                            |
| 金     | 芦田純子     | 留任       |                                                            |

### 2024年4月1日からの担当者
各曜日ごとに本編と『ブランチ』の双方を担当。
| 曜日   | 担当者   | 異動の種類 |
| 月・火 | 大西由梨 | 留任       |
| 水・木 | 小倉実華 | 新任       |
| 金     | 芦田純子 | 新任       |

### 2023年1月1日からの担当者
| 曜日   | 担当者     | 異動の種類 | 備考                                                              |
| 月・火 | 木谷美帆   | 留任       | （単独番組）                                                      |
| 水・木 | 大西由梨   | 留任       | （単独番組）                                                      |
| 金     | 中野加奈子 | 新任       | フロート番組の内包先『田辺眞人のまっこと!ラジオ』のパーソナリティ |

### 2022年4月1日からの担当者
| 曜日   | 担当者   | 異動の種類 | 備考                                                              |
| 月・火 | 木谷美帆 | 留任       | （単独番組）                                                      |
| 水・木 | 大西由梨 | 新任       | （単独番組）                                                      |
| 金     | 上原伊代 | 留任       | フロート番組の内包先『田辺眞人のまっこと!ラジオ』のパーソナリティ |

### 2020年4月1日からの担当者
| 曜日       | 担当者     | 異動の種類                     | 備考 |
| 月・火     | 木谷美帆   | 留任（水・木・金・土から異動） | （10月からは単独番組）                                                                                              |
| 水・木     | 津田明日香 | 留任（月・火から異動）         | 9月まで水はフロート番組の内包先『PUSH!』のパーソナリティ （10月からは単独番組に戻るが、水曜は同番組から続けて担当） |
| 金・（土） | 上原伊代   | 復帰                           | 金はフロート番組の内包先『田辺眞人のまっこと!ラジオ』のパーソナリティ 土は2021年3月で終了                           |

日曜日の放送は廃止。

### 2019年4月1日からの担当者
| 曜日           | 担当者                                | 異動の種類                 | 備考 |
| 月・火         | 津田明日香                            | 留任（金・土・日から異動） | フロート番組の内包先『時間です!林編集長』のアシスタント                                                                                |
| 水・木・金・土 | 木谷美帆                              | 新任                       | 水・木はフロート番組の内包先『時間です!林編集長』のアシスタント 金曜は9月までフロート番組の内包先『時間です!古田編集長』のアシスタント |
| 日             | クマガイタツロウ （ワタナベフラワー） | 新任                       | （単独番組）番組初の男性パーソナリティ                                                                                                 |

改編当初は水・木のみ池田奈月が担当していたが、気管の病気に伴い長期療養に入ったため、5月頃から金・土担当の木谷が池田の担当曜日も引き継ぐことになった。

### 2018年4月2日からの担当者
| 曜日           | 担当者     | 異動の種類 | 備考                                                    |
| 月・火・水・木 | 池田奈月   | 復帰       | フロート番組の内包先『時間です!林編集長』のアシスタント |
| 金・土・日     | 津田明日香 | 新任       | （単独番組）                                            |

### 2016年4月1日からの担当者
| 曜日       | 担当者     | 異動の種類 | 備考                                                    |
| 月・火     | 鶴渕さやか | 新任       | フロート番組の内包先『時間です!林編集長』のアシスタント |
| 水・木     | 野村朋未   | 新任       | フロート番組の内包先『時間です!林編集長』のアシスタント |
| 金・土・日 | 上原伊代   | 留任       | （単独番組）                                            |

### 2015年4月1日からの担当者
| 曜日       | 担当者   | 異動の種類 | 備考                                                    |
| 月・火     | 関真由美 | 新任       | フロート番組の内包先『時間です!林編集長』のアシスタント |
| 水・木     | 鎌田香奈 | 新任       | フロート番組の内包先『時間です!林編集長』のアシスタント |
| 金・土・日 | 上原伊代 | 留任       | （単独番組）                                            |

### 2011年7月からの担当者
| 曜日       | 担当者   | 異動の種類              |
| 月・火     | 中野涼子 | 復帰（産休3ヶ月間終了） |
| 水・木     | 泉ゆうこ | 留任                    |
| 金・土・日 | 湯谷明子 | 新任                    |

### 2011年4月からの担当者
| 曜日       | 担当者     | 異動の種類                      |
| 月・火     | 三島栄美子 | 代理（中野涼子産休3ヶ月間開始） |
| 水・木     | 泉ゆうこ   | 留任                            |
| 金・土・日 | 高平裕美   | 留任                            |

### 2009年度の担当者
| 曜日       | 担当者   | 異動の種類                 |
| 月・火     | 中野涼子 | 留任（水曜日担当から異動） |
| 水・木     | 泉ゆうこ | 留任（水曜日も担当）       |
| 金・土・日 | 高平裕美 | 留任                       |

### 2007年度の担当者
| 曜日   | 担当者     | 異動の種類                 |
| 月     | 山本量子   | 留任                       |
| 火     | さわともか | 留任                       |
| 水     | 中野涼子   | 留任                       |
| 木     | 泉ゆうこ   | 留任                       |
| 金     | 高平裕美   | 留任                       |
| 土・日 | 高平裕美   | 新任（藤田きょうこの後任） |

### 2006年度の担当者
| 曜日   | 担当者       | 異動の種類                         |
| 月     | 福田まゆみ   | 新任                               |
| 火     | さわともか   | 新任                               |
| 水     | 中野涼子     | 留任（火曜担当から外れる）         |
| 木     | 泉ゆうこ     | 新任                               |
| 金     | 高平裕美     | 留任（月曜担当から金曜担当に異動） |
| 土・日 | 藤田きょうこ | 留任（金曜担当から外れる）         |

### 過去の担当者
- 池田奈月
- 池田幸子
- 藤田きょうこ
- 丸子由美
- 小山乃里子